# Borcea
Borcea is een gemeente in het Roemeense district Călărași en ligt in de regio Muntenië in het zuidoosten van Roemenië. De gemeente telt 9676 inwoners (2002).

## Geschiedenis
Bestaande sinds 1968, telde de gemeente maar één dorp, Borcea, en één gemeentehuis. Voor 1968, bestonden er veel plattelandsdorpjes met eigen bestuurlijke residenties op het grondgebied van Borcea. Dezen waren Cocargeaua (nu Borcea) en Pietroiu. Tot in 1981 lag de gemeente Borcea deel in het district Ialomița maar sinds januari dat jaar maakt Borcea deel uit van Călărași.

## Geografie
Borcea, de grootste gemeente van Călărași ligt in het uiterste oosten van Călărași. De gemeente grenst aan de districten Constanța, Ialomița en het land Bulgarije. De oostelijke rand van Borcea beslaat de linkeroever van de Borceatak, een tak van de Donau. De gemeente strekt zich uit van de Bărăganvlakte in het westen waar de meeste agricultuur is, naar het oosten op een klein gedeelte van de Balta Ialomiței, een groot eiland op de Donau. Het middelpunt van Borcea ligt op de kruising van '25° 25' long. O' en de '44° 20' lat. N'
De oppervlakte van de gemeente Borcea bedraagt 385,8 km².

## Demografie
In 2002 had de gemeente 9676 inwoners. Volgens berekeningen van World Gazetteer telt Belciugatele in 2007 9455 inwoners. De beroepsbevolking is 2812. Er bevinden zich 3040 huizen in de gemeente.

## Politiek
De burgemeester van de gemeente Borcea is Marcel Zăgărin. Zijn viceburgemeester is Ion Ianole. Secretaris is Florica Dima.

## Onderwijs
Er zijn drie kinderdagverblijven en drie scholen in de gemeente.